# Ampthill
Ampthill è un paese di 6 767 abitanti della contea del Bedfordshire, in Inghilterra.